# 蓋勒洛伊火山

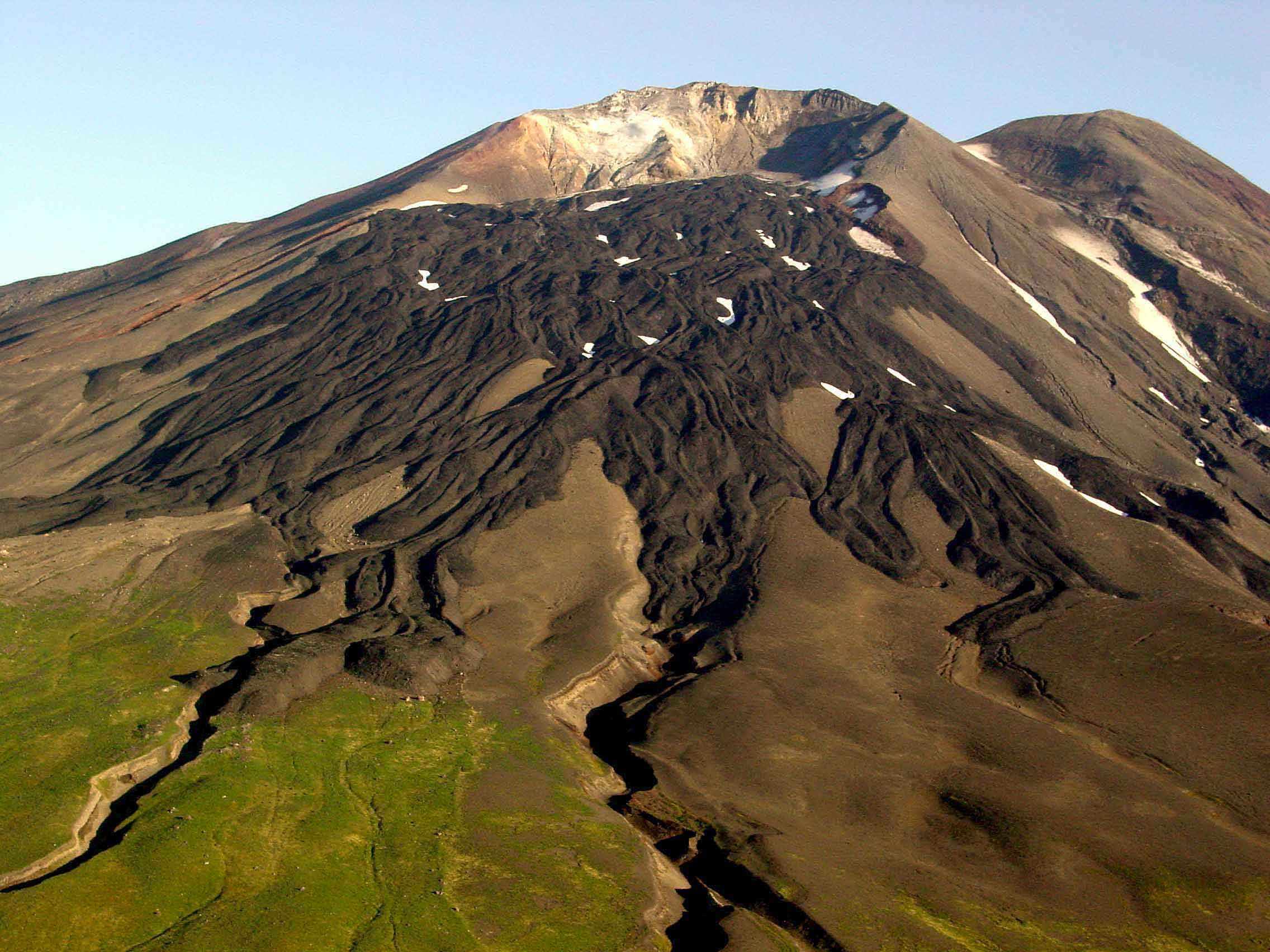

蓋勒洛伊火山是美國的火山，位於蓋勒洛伊島，由阿拉斯加州負責管轄，屬於阿留申山脈的一部分，距離安克雷奇2,026公里，火山底座長10公里、寬8公里，海拔高度1,573米，該火山在全新世至更新世時期形成。